# Corley
Corley – osada w Anglii, w hrabstwie Warwickshire, w dystrykcie North Warwickshire. Leży 20 km na północ od miasta Warwick i 144 km na północny zachód od Londynu.